# 傑克·菲利浦 (電報員)
約翰·喬治·菲利普（英語：John George Phillips，1887年4月11日—1912年4月15日）是一名英國電報員。他在英國皇家郵輪鐵達尼號試航及首航時間擔任該船的高級電報員。1912年4月14日，在船撞上冰山之前，在鐵達尼號附近停船的加州人號電報員希瑞爾·伊凡斯向周圍船隻發出最後一次警告時，菲利普告訴他：「閉嘴！閉嘴！我在忙開普雷斯的事！」4月15日，在鐵達尼號沉沒事故中，菲利普不停向其他船隻發送遇險訊息，呼叫他們協助拯救鐵達尼號的乘客和船員，他最終在事故中罹難。

## 生平
1887年4月11日，菲利普出生於英格蘭薩里郡法恩康，他是喬治·阿爾弗雷德·菲利普（George Alfred Phillips）與安妮·桑德斯（Anne Sanders）的兒子。父母最初來自威爾特郡特羅布里奇，從事梭織行業。菲利普與他的五個兄弟姐妹住在一起，其中只有兩個雙胞胎姐妹倖存至成年。菲利普先後在教會學校和文法學校接受教育。
1902年，15歲的菲利普完成學業，開始在戈達爾明郵局工作，他在那裡學習如何操作電報。1906年3月，到默西賽德郡開始接受馬可尼無線電報公司的無線電報培訓，並於8月份畢業。菲利普的第一個任務是擔任白星航運條頓人號電報員，接著先後在冠達航運的坎帕尼亞號、艾倫航運的科西嘉號（Corsican）、維多利亞號；然後是冠達航運的盧西塔尼亞號和茅利塔尼亞號。1908年5月，馬可尼無線電報公司分配他到愛爾蘭克利夫登外的馬可尼公司辦事處，在那裡工作到1911年，當時他分配到亞得里亞號；1912年初分配到海洋號。

## 擔任鐵達尼號高級電報員
1912年3月，菲利普受命前往愛爾蘭貝爾法斯特，擔任鐵達尼號試航的高級電報員，當時初級電報員哈羅德·布萊德和他一起上船工作，對電報設備進行微調。菲利普在登上鐵達尼號之前就知道布萊德這位同事，但布萊德堅稱他們在貝爾法斯特之前從未見過面。1912年4月10日星期三，鐵達尼號從英國南安普敦港展開首航，最終目的地是美國紐約港。航行後，他的電報設備一直頻繁收發付費乘客的訊息，結果導致設備損壞。哈羅德·布萊德估計，光是星期天晚上收到的電報訊息就有250封。
4月14日傍晚，菲利普在電報室內向800英里（1300公里）外的纽芬兰岛開普雷斯（位於阿瓦隆半岛東南端）電報中繼站為乘客收發訊息，努力消化前一天設備故障時積壓的付費乘客電報。布萊德在相鄰的寢室裡睡著了，子夜時分前兩小時才會輪到他接班。21時40分，菲利普接收到梅薩比號發出的海冰警報，該報告指出鐵達尼號的航行路徑上有大量重型海冰、大冰山、大浮冰等。但是菲利普當時沒重視這條警報，並繼續向開普雷斯拍發乘客的電報。梅薩比號的電報員一直等不到菲利普的回應。這條警報是鐵達尼號收到最重要的警告之一，但它從未傳遞到艦橋上。鐵達尼號二副查爾斯·萊托勒在他的自傳《鐵達尼號和其他的船》（Titanic and Other Ships）第31章中寫道：
| “ | 當我說不記得有任何梅薩比號的報告時，菲利普解釋說：「我只是把訊息放在肘部的紙張上，我後來才意識到應該把它送到艦橋上」。這種延誤證明是致命的，並且是造成這艘宏偉船隻和數百人喪生的主要原因。如果我作為副官或守望人員，意識到如此接近的危險，並且沒有立即減速或停止，我們就犯有罪責和過失。 | ” |

22時55分，菲利普的繁重工作又被另一艘船打斷了，這次是加州人號，該船只有一位電報員希瑞爾·伊凡斯，他報告說：「我們被周圍的冰山擋住了……」由於伊凡斯和菲利普都使用的火花間隙發射器訊號難以調頻過濾，兩船距離又近，因此伊凡斯拍發的訊號在菲利普耳朵裡是強烈而響亮的，而來自開普雷斯的訊號對菲利普來說相當微弱，所以菲利普需要將耳機音量調至最大聲。菲利普面對突如其來的巨大聲響很快回應：「閉嘴！閉嘴！我在忙開普雷斯的事！」中斷該警報後繼續與開普雷斯中繼站收發訊號，而伊凡斯則關閉設備休班就寢。
這導致嚴重的後果——首先，伊凡斯發出了冰山警告，如果確實注意冰山，可能會防止鐵達尼號沉沒。其次，加州人號是當時最接近鐵達尼號的船。由於伊凡斯關閉了通訊設備，如果鐵達尼號需要立即援助，菲利普後來再也無法聯絡加州人號，而能夠最快趕抵現場的就是加州人號。不過，二副查爾斯·萊托勒證實，當天早上9時整由卡羅尼亞號發出的冰山警報消息確實有傳遞到艦橋，而且是唯一一張貼在海圖室公告的冰山警報，所以查爾斯·萊托勒值班時已經知道可能會遭遇冰山，並且在休班之前有交代瞭望員們要持續提高警覺。根據查爾斯·萊托勒的說法，他曾親自告知六副詹姆斯·穆迪和一副威廉·默多克關於冰山的警報，這兩人在撞上冰山時都在艦橋值班。此外，伊凡斯沒有將訊息標註為「艦橋通知」，而加州人號船員確實看到來自鐵達尼號的訊號彈並且提醒了他們的船長，船長選擇忽略訊號彈並返回寢室。
23時40分，鐵達尼號與冰山發生碰撞時，菲利普正準備下班休息，當船長愛德華·約翰·史密斯抵達電報室時，他正要就寢。船長告訴菲利普發送「CQD」遇險呼叫後，菲利普指示布萊德持續將訊息送給船長，定期更新卡柏菲亞號等附近船隻的聯絡進度。布萊德曾建議菲利普應該使用新的「SOS」求救訊號，因為現在「可能是你最後一次發送訊號的機會」。兩位電報員不斷嘗試聯繫其他船隻、尋求外部協助。菲利普曾短暫休息去觀察外面的情況，然後回到電報室並告知布萊德：「船的前部被淹，我們應該穿上更多的衣服和救生衣」。布萊德開始準備，菲利普則回到電報設備前繼續向外拍發求救訊號。凌晨2點之後，電報設備的電源供應開始不穩定，當時船長前往電報室指示他們各自逃命。布萊德後來表示受到菲利普堅守崗位的精神感動。當甲板已經氾濫成災時，一名機房工人潛入電報室，並企圖偷走高級電報員傑克·菲利浦的救生衣。當菲利浦站起身來時，布萊德抓住並撞昏了那名男子。當他們都跑出電報室時，海水已經開始淹進去。兩位電報員走向相反的方向，菲利普朝船尾走，布萊德朝著船頭走，這是布萊德最後一次見到菲利普。

## 最終命運

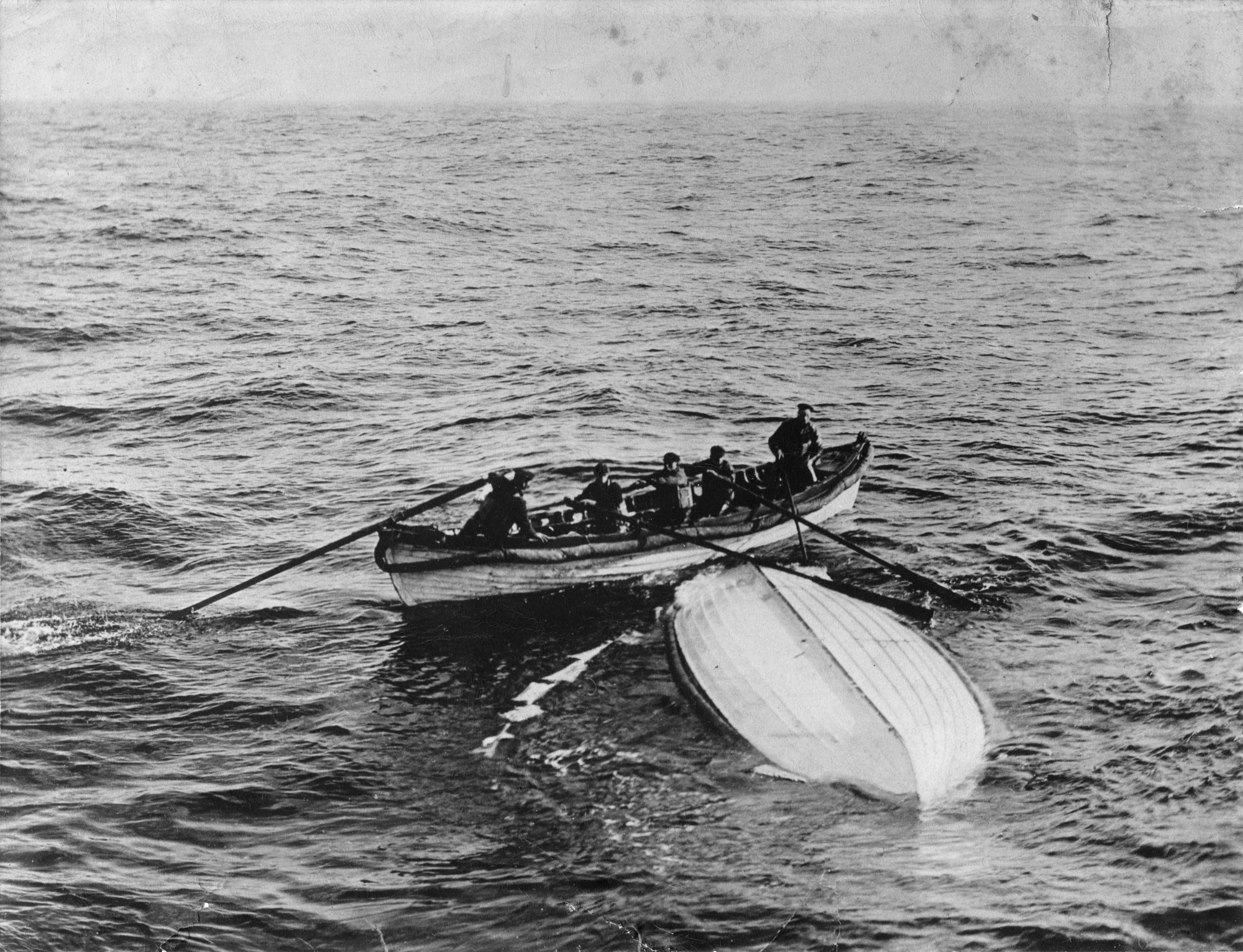
儘管沒有十足的證據，但許多研究人員相信菲利普死在B折疊艇上。

多年來，關於菲利普的最終命運和死亡紀錄存在著矛盾資料——布萊德主張在卡柏菲亞號看到菲利普的屍體；許多研究人員則表示相信菲利普成功爬上了B折疊艇，二副查爾斯·萊特勒在鐵達尼號沉沒後開始指揮這艘翻倒的小艇。爬上B折疊艇的條件很嚴苛，正如布萊德所說，菲利普本來應該在子夜前休班就寢，表明他經過一整天繁忙收發電報和修理設備後已經筋疲力盡。萊特勒在自傳《鐵達尼號和其他的船》寫道：
| “ | 在我附近的高級電報員菲利普告訴我，不同的船隻接到了我們的呼叫。我一直認為菲利普當時極度焦慮，他突然滑倒並跌入水中，雖然我們拉起他，但他從未清醒過來。我堅持要把他拉上小艇，希望他還活著，但為時已晚。 | ” |

然而，萊特勒和布萊德對於菲利普死亡的說法，在其他細節與阿奇博·格雷西四世相矛盾；後者明確表示，在B折疊艇上宣布已經聯絡了其他船隻救援、讓其他人歡呼起來的電報員是布萊德而不是菲利普。從阿奇博·格雷西四世和萊特勒的說法中也可以清楚看到，只有一具屍體從B折疊艇轉移到12號救生艇上。布萊德表示他知道「船尾的男人」屍體被轉移到12號救生艇，無疑是阿奇博·格雷西四世提到的船員遺體，儘管萊托勒曾在1912年作證同意那是不屬於菲利普的某個船員遺體，但他在1935年的自傳則同意了布萊德告知他指出那人是菲利浦的說法。而服務生托馬斯·懷特利亦曾指稱那人是菲利普。布萊德表示之後在沒有親眼目睹的情況下被告知那人死於B折疊艇，並帶到了卡柏菲亞號再進行海葬——但這是一個假設，沒有消息指出卡柏菲亞號進行海葬的那四人包括菲利普的遺體。

## 紀念
菲利普下葬於南丁格爾墓地（Nightingale cemetery），在他出生家鄉法恩康有一座菲利普紀念迴廊（Phillips Memorial Cloister），位於聖彼得-聖保羅教堂。

## 外部連結
- John Phillips' Memorial at Titanic-Titanic.com
- Jack Phillips & The Titanic （页面存档备份，存于） – (Non-commercial site) information and images about Jack Phillips and the memorial to him